# Mirella von Chrupek

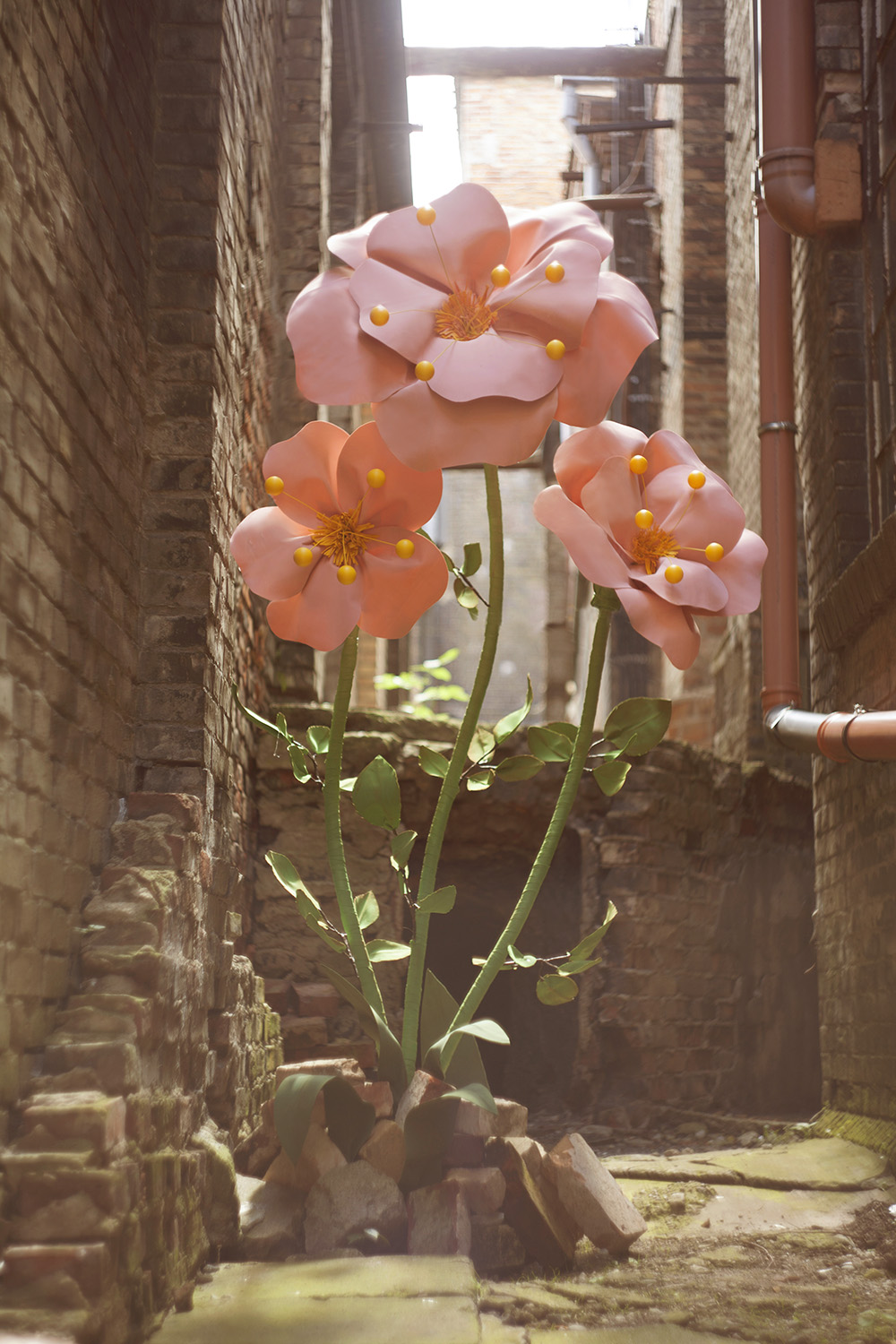
„Kwiaty”, Niefestiwal, CSW Łaźnia, Gdańsk 2019

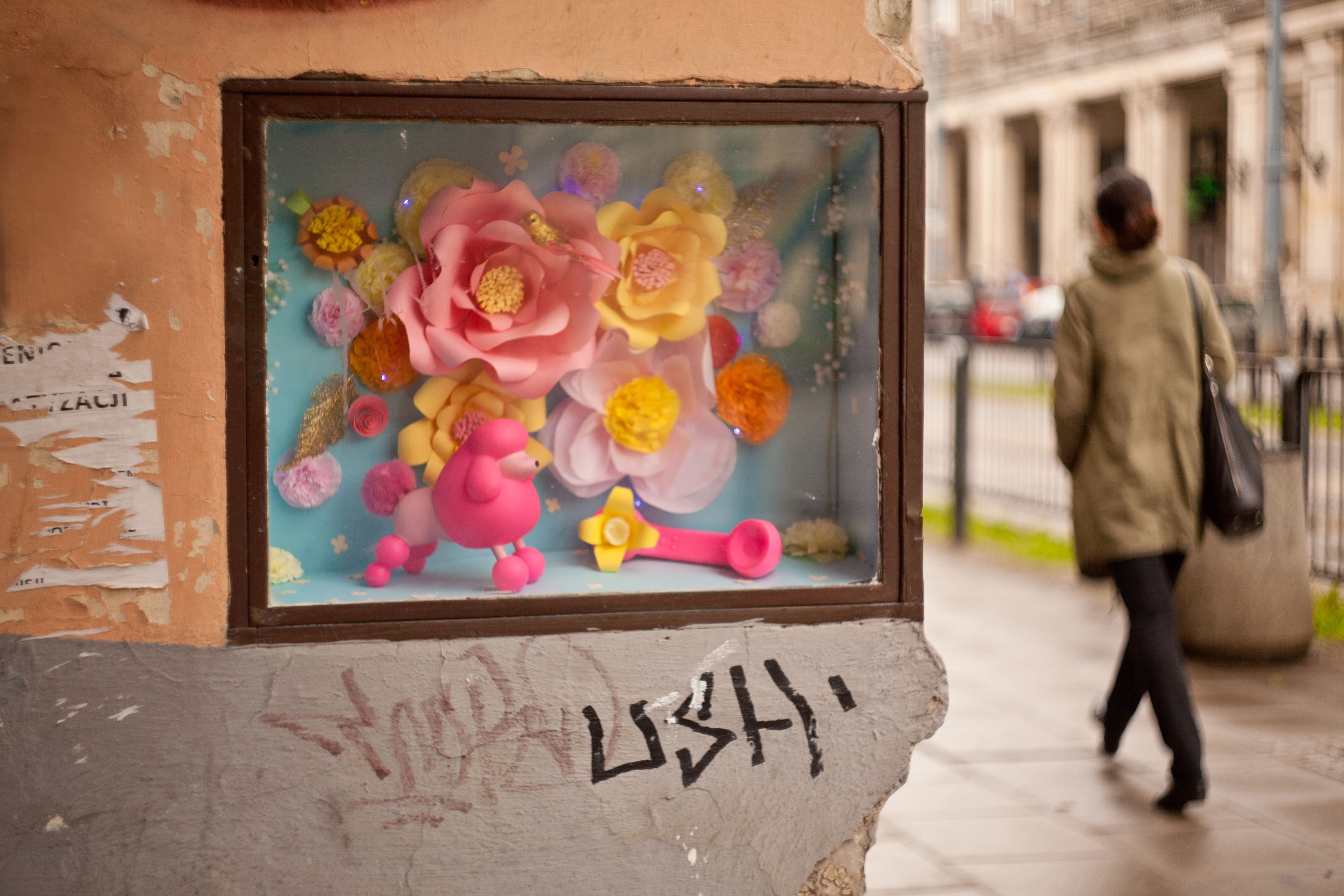
Gablotka, odsłona III, ul. Marszałkowska 41, Warszawa 2015

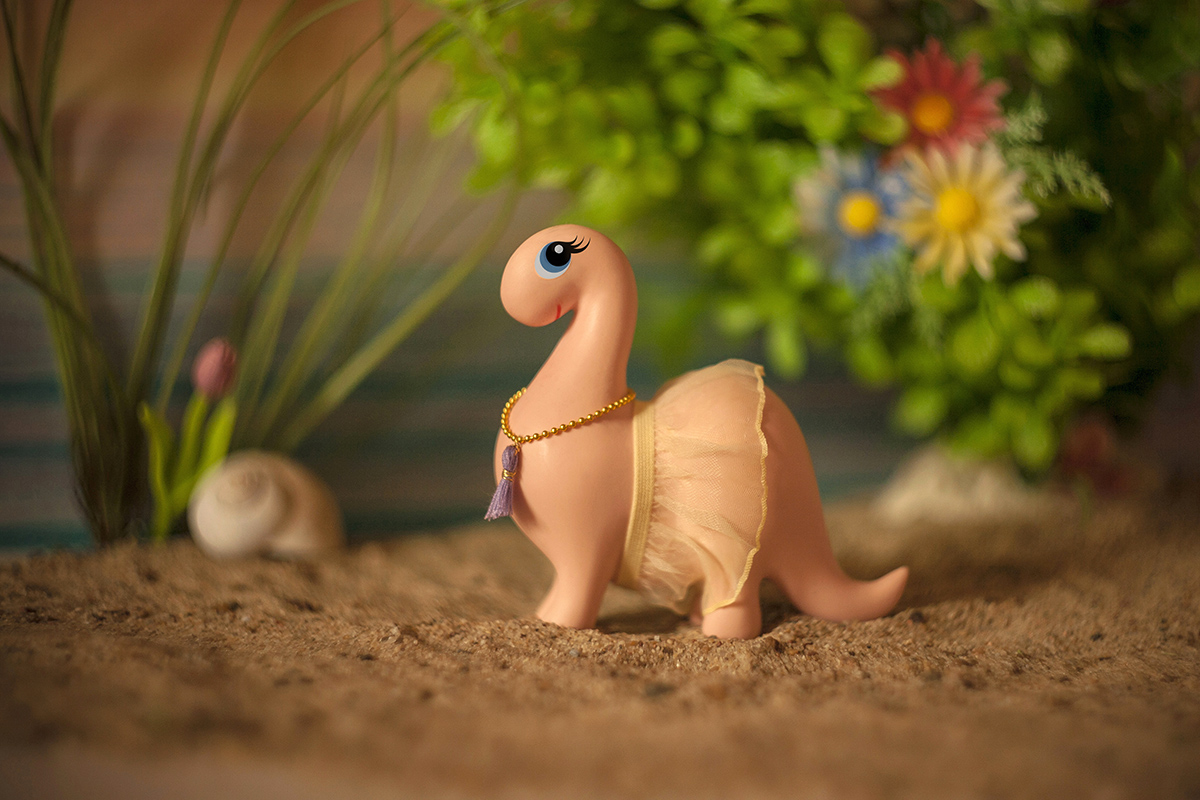
Dino Bambino, Figurka

Mirella von Chrupek (ur. 1980 w Łodzi) – pseudonim polskiej artystki internetowej, fotografki, projektantki i kolekcjonerki.

## Życiorys
Urodziła się w Łodzi i wychowywała na Widzewie. W 2004 roku została absolwentką filologii angielskiej na Uniwersytecie Łódzkim. Na stałe mieszka w Warszawie.
Artystka samodzielnie wykonuje zdjęcia (na których również często się znajduje), obrabia je i umieszcza na stronach internetowych.
Zajmuje się też scenografią, aranżacją witryn oraz małymi formami rzeźbiarskimi, uprawiała też lomografię. W swojej pracy zajmuje się tworzeniem małych alternatywnych przestrzeni oraz równoległych mini światów. Współautorka książki pt. „Dino Bambino” o przygodach bohaterów kolejnych odsłon Gablotki (Wydawnictwo Wytwórnia, 2018). Na stałe współpracuje z magazynem „Kosmos dla Dziewczynek”, gdzie prowadzi rubrykę pt. „Mikrokosmos Mirelli”. Publikowała też na łamach „Notesu na 6 tygodni”, magazynu „Laif”, „Pozytywu” czy „Gazety Wyborczej”.
Swoje prace, instalacje i fotografie prezentowała m.in. w BWA z Tarnowie, Galerii ABC w Poznaniu, CSW Łaźnia w Gdańsku, BWA Wrocław, Muzeum Etnograficznym w Warszawie, podczas Fotofestiwalu w Łodzi czy w Instytucie Dizajnu w Kielcach. Stypendystka Ministra Kultury i Dziedzictwa Narodowego w 2014 r.
W 2011 r. Ewa Małgorzata Tatar wymieniła von Chrupek, obok Patrycji Orzechowskiej i Zuzanny Krajewskiej, wśród najciekawszych polskich twórczyń debiutujących po roku 2000, a jej prace określiła mianem „pastiszowych, kampowych ujęć kulturowych mitów”. Katarzyna Tomczak podkreśliła ludyczny wymiar prac von Chrupek. 
Początkowo głównym miejscem działania artystki był internet, co zgodnie podkreślają Tatar i Tomczak, a co sytuuje von Chrupek w gronie polskich pionierek tego medium (zob. sztuka Internetu). Sama artystka miała powiedzieć, że „Internet wydaje się jej być wręcz wymarzonym miejscem do prezentowania tego typu wymodów”.

## Gablotka
W latach 2014-2017 prowadziła małą uliczną galerię „Gablotka”, mieszczącą się w centrum Warszawy na ul. Marszałkowskiej 41, w której cyklicznie prezentowała swoje aranżacje i tzw. mini światy. Artystka wykorzystała małą szklaną gablotkę dawniej używaną przez szewca do prezentacji butów.
Początkowo „Gablotka” miała istnieć przez 3 miesiące, jednak ze względu na bardzo entuzjastyczne przyjęcie powstało 13 odsłon które pojawiały się przez 3 lata. „Gablotka” była dostępna dla wszystkich przechodniów, a na jej stronie na portalu Facebook można znaleźć galerię przedstawiającą jej zdjęcia z fanami.
Trzynasta, czyli ostatnia edycja „Gablotki” została odsłonięta w grudniu 2017 r., towarzyszyło jej oficjalne pożegnanie.

## Dino Bambino
Po swoim debiucie w „Gablotce” postać Dino Bambino ukazała się w formie małej figurki, która miała pełnić rolę pamiątki po projekcie.
Pisarka Sylwia Chutnik zainspirowana „Gablotką” zaproponowała artystce współpracę, w efekcie powstała książka poświęcona przygodom tej postaci oraz bohaterom innych odsłon „Gablotki”. Książkę opublikowało wydawnictwo Wytwórnia w 2018 r..